# Алер (Француска)
Алер (фр. Allaire) је насељено место у Француској у региону Бретања, у департману Морбијан.
По подацима из 2011. године у општини је живело 3674 становника, а густина насељености је износила 88,02 становника/km².

## Демографија
| 1962. | 1968. | 1975. | 1982. | 1990. | 2011. |
| ----- | ----- | ----- | ----- | ----- | ----- |
| 2.103 | 2.219 | 2.394 | 2.686 | 2.990 | 3.674 |